# نژاد آریایی

توزیع زبان‌های هندو اروپایی کنونی در اوراسیا

نژاد آریایی، یک نژاد پیشرفته و بزرگ ک برتر است که برای توصیف بخشی از مردمان اروپایی و آسیای غربی استفاده می‌شد.(ایران و المان)
واژه «آریایی»، لغتی از زبان پارسی باستان یا زبان اوستایی یا همان زبان سانسکریت است. واژه «آریایی»، معناهای مختلفی دارد، از جمله «مَردِ پاک»، «مَردِ اَصیل»، «مَردِ شرافتمند»، «آزاد مَرد»، «مَردِ آزاده»، «مَردِ نُخبِه»، «مَردِ شَریف»، «مَردِ نَجیب»، «مَردِ شایِسته»، «مَردِ راستگو»، «مَردِ شُجاع»، «مَردِ مِهمان‌نَواز»، «مَردِ ایمان‌آورده»، «مَردِ هَمراه»، «مَردِ دوست» یا «مَردِ انسان»، یا «مَردُمانِ پاک»، «مَردُمانِ اَصیل»، «مَردُمانِ شِرافَتمند»، «آزاد مَردُمان»، «مَردُمانِ آزاده»، «مَردُمانِ شَریف»، «مَردُمانِ نَجیب»، «مَردُمانِ شایِسته»، «مَردُمانِ راستگو»، «مَردُمانِ شُجاع»، «مَردُمانِ مِهمان‌نَواز»، «مَردُمانِ ایمان‌آورده»، «مَردُمانِ هَمراه»، «مَردُمانِ دوست» یا «مَردُمانِ انسان». واژه «آریایی» همچنین به معنای «مَردِ ایرانی» یا «مَردُمانِ ایرانی» نیز تفسیر می‌شود.
اصطلاح «آریایی» نام قومی مردمان هندوایرانی باستان بود که ریشه واژهٔ «ایران» است. از آنجا که تفاوت‌های ژنتیکی انسان به تفاوت‌های نژادی نمی‌انجامد؛ در نوشته‌های آکادمیک سال‌های اخیر آریایی برای اشاره به زبان‌های هندو-ایرانی و هندو-اروپایی بکار می‌رود. در شرق، آریایی صرفاً مفهومی زبان‌شناسی بود برای مشخص کردن زبان‌های ایرانی و هندی-آریایی، اما همین واژه در غرب، از قرن نوزدهم در ترکیب نژاد آریایی به نژادی فرضی گفته شد که به یکی از زبان‌های هند و اروپایی سخن می‌گفتند، اواخر قرن نوزدهم و اوایل قرن بیستم مفهوم  این اصطلاح علمی پر رنگ‌تر شد و در نهایت در قالب «نژاد برتر» در ایدئولوژی آلمان نازی نمود پیدا کرد. نازی‌ها معتقد بودند که نژاد نوردیک (Nordic race) خالص‌ترین گونه یک گله انسانی اولیه به نام هندو-اروپایی—آغازین (Proto-Indo-Europeans) است.
مدت‌هاست آریایی‌گری در غرب، چه به عنوان یک فرضیه علمی و چه به عنوان یک جهان‌بینی سیاسی کنار گذاشته شده‌است (به استثنای گروه به حاشیه رانده شده‌ای از راست‌گراهای افراطی).

معمار آریایی‌گرایی در ایران میرزا فتحعلی آخوندزاده (آخوندوف)، یکی از روشنفکران آذربایجانی بود. در راستای دیدگاه خاورشناسان مبنی بر برتری نژاد آریایی، آخوندزاده امپراتوری‌های پیش از اسلام ایران را به‌عنوان جامعهٔ آرمانی مطرح کرد که توسط اعراب به قهقرا رفت. این ایدئالیسم توسط پادشاهان دودمان پهلوی به اجرا گذاشته شد. حسن تقی‌زاده، مؤسس انجمن ایران در برلین، نیز در ایجاد ناسیونالیسم ایرانی نقشی بارز داشت. از سال ۱۹۱۶ او در مجله «کاوه» مقالاتی را دربارهٔ هم‌نژادی ایرانی‌ها و آلمانی‌ها چاپ می‌کرد.اخوندوف پسر خاله شاه بود،ولی باورش برای همگان سخت بود

## واژه‌شناسی

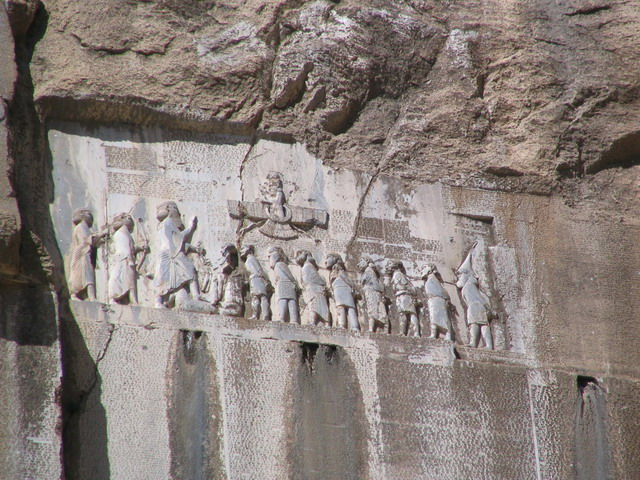
واژه آریا برای نخستین بار در سده ششم پیش از میلاد در کتیبه بیستون داریوش یکم استفاده شده‌است، که اشاره به زبان نگارش متن (آریایی) دارد.

واژهٔ انگلیسی "Aryan" از لغت سانسکریتی "ārya", به معنای نجیب و در مفهوم پرستندگان خدای ودیکی ایندرا، مشتق شده‌است. البته واژه Ariāna به عنوان معادل کلمه لاتینی Ariānus—قسمت شرقی امپراتوری ایران—برای مدتی طولانی در زبان انگلیسی استفاده شده‌است. در زبان ارمنی واژه‌های (արի ari) و (այր ayr) به ترتیب «شجاع» و «انسان» معنی می‌دهند، که بنابر نظر بعضی محققان با تئوری یونانی-آریایی (Graeco-Aryan) منشأ مردمان هندو-اروپایی تطبیق می‌کند.
در انگلیسی محاوره‌ای کلمه آریایی، در مطابقت با تحریف واژه در آلمان نازی، به افرادی گفته می‌شود که موهای بور و چشمان آبی دارند. این گونه از کاربرد واژگان آریایی در اواخر سده نوزدهم و اوایل سده بیستم گسترش یافت. مثالی از کتاب‌های پر فروشی که این‌گونه استعمال لغوی را جا انداختند، «طرحی از تاریخ» (The Outline of History) نوشته ولز است. ولز توضیح داد چگونه، در حالی که آشوری‌ها با بابلی‌ها، سومری‌ها و مصریان در جنگ بودند، مردمان آریایی «روشهای تمدن را یادمی‌گرفتند»، و بدینگونه بود که دست آخر همه جهان باستان را زیر سلطه درآوردند. در ویرایش ۱۹۴۴ اطلس جهانی راند مکنالی نژاد آریایی به عنوان یکی از نژادهای دهگانه بشری نمایانده می‌شود. استفاده از کلمه «آریایی» به عنوان مترادف «هندو-اروپایی» در محافل سیاسی امروزی نادرست شمرده می‌شود.[؟]

### واژه آریایی در نوشته‌های ایران باستان
واژهٔ آریا در نوشته‌های ایرانی، برخلاف نوشته‌های سانسکریتی، از زمان باستان همواره یک پس‌زمینهٔ «قومی» داشته‌است.
در دورهٔ باستان، واژهٔ airya همواره به معنی ایران یا ایرانی، و کلمه anairya به معنی غیرایرانی استفاده شده‌اند (جفت واژه متضاد ایران-انیران). بدین ترتیب نام «ایران» به معنی «سرزمین آریایی‌ها» از زمان ساسانیان به کار رفته‌است. اوستا airya/airyan را در عباراتی مانند airyāfi به معنی «سرزمین‌ها و مردم ایران» استفاده کرده‌است. اصطلاح آریا یا آریایی در سنگ نوشته‌های قدیمی ایران در سه زمینه متفاوت به کار رفته‌اند:
- به عنوان زبانی که کتیبه داریوش بزرگ در بیستون به آن نوشته شده‌است.
- به عنوان مفهومی دارای زمینه قومی در نوشته‌های نقش رستم، شوش و پرسپولیس منتسب به داریوش بزرگ و خشایارشا.
- در تعریف اهورا مزدا، خدای مردم آریایی، در نسخه عیلامی کتیبه بیستون.[۱۸][۱۹][۲۰]

### کاربرد واژهٔ آریایی در دورهٔ هخامنشی
داریوش‌شاه در بند دوّم از کتیبهٔ نقش رستم خود را چنین معرّفی می‌نماید:
«من داریوش شاهِ بزرگ، شاهِ شاهان، شاهِ کشورهای همه‌گونه مردم، شاه در این زمینِ بزرگِ دورودراز، پسرِ ویشتاسپَ، هخامنشی، پارسی، پسرِ پارسی، یک آریایی، دارای اصل‌ونسبِ آریایی.»
در کتیبه داریوش بزرگ در کاخ آپادانای شوش نیز چنین آمده‌است: «یک هخامنشی، یک پارسی، پسرِ یک پارسی و یک آریایی، از نسلِ آریایی». هر چند داریوش زبان خود را آریایی نامید، محققان امروزی آن را به نام پارسی باستان می‌شناسند چرا که جدّ زبان فارسی کنونی است. منابع یونانی گفته‌های داریوش را تأیید می‌کنند. هرودوت در اشارات تاریخی خود در رابطه با مادها می‌نویسد، «همه این مادها را در قدیم آریایی می‌نامیدند.» در منابع ارمنی، پارتها، مادها و پارس‌ها یکجا آریایی نامیده می‌شوند. استرابو (Strabo)، در کتاب جغرافی خود، یکی بودن مادها، پارس‌ها، باختری‌ها و سغدیها را یادآوری می‌کند.

### ایران و آریانا
در کتیبهٔ سه‌زبانه‌ای که به‌دستور شاپور نوشته شده، آمده‌است:
«من پادشاهِ آریایی‌ها هستم».
در دورهٔ پس از اسلام استفاده از اصطلاح آریایی (ایران) را در نوشتهٔ حمزه اصفهانی، تاریخ‌نگار قرن دهم، می‌توان به وضوح دید، «آریایی‌ها که پارس نیز نامیده می‌شوند در میان این ممالک قرار دارند…». تمام این‌ها بر این نکته دلالت درد که در گذشته نام ایران توصیفی بود از مردمانی که خود را به گروه قومی خاص با زبان و خدای مشترک منتسب می‌کردند.

### واژه آریایی در نوشته‌های لاتین
کلمه آریانوس (Arianus) منطقه شرقی امپراتوری ایران، آریانا، را مشخص می‌کرد. در ۱۶۰۱، فیلمون هلند (Philemon Holland) واژه Arianes را در ترجمه آریانوس به انگلیسی به مفهوم ساکنان آریانا بکار برد. این نخستین باری بود که واژه آریایی (Arian) در زبان انگلیسی مورد استفاده قرار می‌گرفت. در ۱۸۴۴ جیمز کولس پریکارد (James Cowles Prichard) هندی‌ها و ایرانیان را آریایی نامید، با این فرض اشتباه که آن‌ها خود از کلمه آریا بری اشاره به خودشان استفاده می‌کنند.

### واژه آریایی در زبان‌های اروپایی
واژه آریایی در زبان‌های اروپایی به معنی زبان‌های هندواروپایی و در نهایت به معنی سخن‌گویان به این زبان‌ها به کار رفته‌است. در سده نوزدهم، زبان یکی از ویژگی‌های نژادی به‌شمار می‌آمد. در نتیجه، سخنگویان به زبان‌های هندواروپایی نژاد آریایی نام گرفتند و بدین نحو از سخنگویان به زبان‌های سامی جدا شدند. در اواخر سده نوزدهم، مبحث نژاد آریایی به مبحث «برتری نژادی مردم شمال اروپا (Nordic)» وصل شد. این ایدئال «نژاد برتر» نطفه‌ای شد بر برنامه «آریایی‌سازی» آلمان نازی و به تلاش برای حذف یهودی‌ها انجامید. پس از آغاز جنگ جهانی دوم تا کنون، کلمه «آریایی» با نظریه‌های نژادی و جنایات آلمان نازی درآمیخته است.[؟]

## انسان‌شناسی زیستی قرن ۱۹ میلادی
| نژاد سفید: نژاد آریایی نژاد سامی نژاد حامی نژاد سیاه: سیاه‌پوست خوی‌خوی ملانزی نگریتو سیاه استرالیا نامعلوم: قوم دراویدی و قوم سینهالی | نژاد زرد: مغول و ترک چینی و هندوچین ژاپنی و کره‌ای تبتی مالایی پلی‌نزی مائوری میکرونزی اسکیمو سرخ‌پوست |

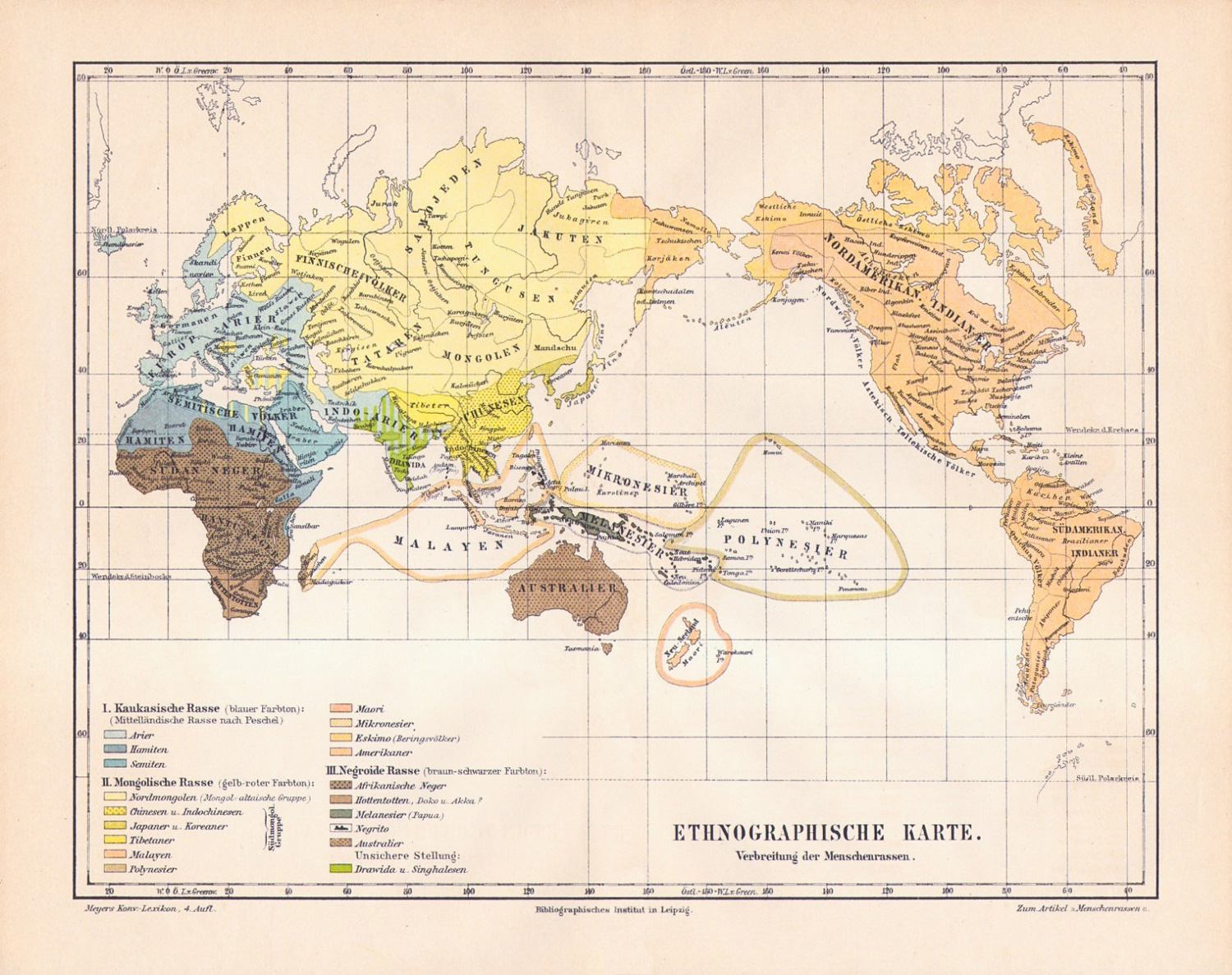
فرهنگ‌نامه مایر (۹۰–۱۸۸۵).

در مباحث انسان‌شناسی زیستی و نژادپرستی علمی قرن نوزدهم، عبارت «نژاد آریایی» به اشتباه به تمام مردم از نسل نیاهندواروپاییان -زیرگروهی از نژاد قفقازی- و همچنین هندوایرانیان اعمال شد (که هندوایرانیان تنها گروهی هستند که از عبارت آریا به عنوان نام داخلی استفاده کرده‌اند). این زیرشاخه در ازمنه متاخر در سرزمین‌های ذیل ساکن بوده‌اند: شمال هند، شرق هند، نپال، سریلانکا، ملداوی، بنگلادش، اروپا، ایران، ارمنستان، تاجیکستان، انگلو-آمریکا، کبک، جنوب آمریکای جنوبی، آفریقای جنوبی، استرالیا و نیوزیلند، پاکستان، افغانستان، و بخش آسیایی روسیه. بدین‌ترتیب، در قرن نوزدهم و اوایل قرن بیستم کلمه «آریایی» به معنی «سخنگویان اولیه زبان‌های هندواروپایی و اعقاب آنها» بود.
در قرن نوزدهم، زبان شناسان فرض کرده بودند که عمر بالای یک زبان نشان برتری آن است. آنگاه، با این فرض که سانسکریت قدیمترین زبان‌های هندواروپایی است، و با این فرض که کلمه ایرلندی 'Eire با واژه ārya یکی است، در ۱۸۳۷ آدولف پیکتت (Adolphe Pictet) این فکر را جا انداخت که واژه «آریایی» قابل تعمیم به تمام زبان‌های هندواروپایی است. متعاقب این بحث زبانشناسی، در دهه ۱۸۵۰ جوزف آرتور دو گوبینو(Joseph Arthur de Gobineau) (1816-1882) فرانسوی فرض کرد که «آریایی» با فرهنگ ما قبل تاریخی هندو-اروپایی یکی است. او، که در ایران به «کُنت دو گوبینو» مشهور است، در دورانِ «امپراتوریِ دومِ فرانسه» (۱۸۵۲–۱۸۷۰) (معاصرِ ناپلئونِ سوم) «گوبینو به عنوانِ دیپلمات به چند کشورِ خارجی سفر کرد و از قضا مدتی را هم در ایران گذراند. در تمامِ مدتِ فعالیتِ سیاسیِ خود، «گوبینو تلاش می‌کرد تا راه و رسمِ آریستوکراتیک و «نژادِگیِ» دورانِ پیش از انقلاب را در فرانسه زنده کند و انقلاب و جمهوری ای که در پی آورده بود را نفی کند. در راستای همین هدف بود که کتابِ معروفش «جستاری در نابرابریِ نژادهای بشری» (1853-1855) را به رشته تحریر درآورد. چنان‌که مایکل بیدیس در کتابش «پدرِ ایدئولوژیِ نژادپرستانه: افکارِ اجتماعی و سیاسیِ کنت گوبینو" می‌گوید، در نامه‌ای به کنت آنتون فون پروکِش-اوستِن در ۱۸۵۶، «گوبینو اعتراف می‌کند که این کتاب را «برای تسکینِ نفرت ام از دموکراسی و اسلحه آن یعنی انقلاب به نگارش درآورده‌ام، و در آن به طُرُقِ مختلف نشان داده‌ام که انقلاب و دموکراسی از کجا آغاز می‌شوند و به کجا ختم خواهند شد». «گوبینو، به‌علاوه، معتقد به وجود سه نژاد سفید، زرد و سیاه بود، و فکر می‌کرد هر چیز دیگر از حرامزادگی (miscegenation) پدید می‌آید و فسادبرانگیز است. او آریایی‌های شمال اروپا را نژاد برتر به‌شمار آورد چرا که خلوص نژادی را حفظ کرده بودند. بر عکس، اهالی جنوب و شرق اروپا، شمال آفریقا، خاور میانه، ایران، هند، و آسیای میانه همگی به علت اختلاط نژادی کمتر ایدئال بودند.
در سالهای ۱۸۸۰ تعدادی از زبانشناسان و باستانشناسان استدلال کردند که آریایی‌ها در جایی از اروپا نشات گرفتند. در ۱۸۸۶ کارل پنکا (Karl Penka) این ایده را مطرح کرد که آریایی‌ها در اسکاندیناوی ظاهر شدند و توماس هنری هاکسلی (Thomas Henry Huxley) زیست‌شناس با او موافقت کرده کلمه "Xanthochroi" را برای اشاره به اروپایی‌های سفید چهره ابداع نمود. تئوری نژاد نوردیک در ۱۸۸۸ بعد از چاپ کتاب «نژاد آریایی» چارلز موریس (Charles Morris)آمریکایی مقبولیت بیشتری پیدا کرد. واشه ده لپوژ (Vacher de Lapouge) فرانسوی در کتاب آریایی (L'Aryen)، استدلال کردکه برتری نژاد آریایی می‌تواند با استفاده از شاخص‌های بیولوژیکی، ماند فرم سر، مشخص شود. واشه از طرح ایده نژادی دو هدف داشت؛ انهدام اتحادیه‌های صنفی و ممانعت از اعتراضات کارگری با این استدلال که انسان‌ها در انواع مختلف و برای انجام وظایف خاص خلق شده‌اند. ماکس مولر (Max Müller)، اغلب، به عنوان اولین نویسنده‌ای شناخته می‌شود که در سال ۱۸۶۱ آریایی را در مفهوم نژادی وارد زبان انگلیسی کرد. البته، مولر بعدها خطر مخلوط کردن مفاهیم زبان‌شناسی و انسان‌شناسی را گوشزد کرد. مولر، در واقع، به گسترش انسان‌شناسی نژادی تحت تأثیر نظرات آرتور دو گوبینو واکنش نشان می‌داد، که بر والایی شاخه هندو-اروپایی نسل بشری تأکید می‌کرد.
در این میان، در هند، دولت استعماری بریتانیا با پیش کشیدن ایده نژاد برتر آریایی در راستای حفظ سیستم طبقاتی سوءاستفاده می‌کرد. تفسیر انگلیسی‌ها نوعی تفکیک اجتماعی رأ بر اساس طبقه‌بندی کاست‌های اشرافی به مثابه آریایی و کاست‌های پایین در رده «غیر آریایی» شامل می‌شد. این برداشت انگلیسی‌ها را با برهمن‌ها همتراز می‌کرد.نتیجه آنکه تاریخ هند، در تضاد با ملی گرائی، ٔبر اساس نژاد گرایی باز تفسیر شده و راه را برای ظهور نظریه مهاجرت آریایی‌ها به هند هموار کرد. در میانه‌های قرن نوزدهم، عموماً اعتقاد بر آن بود که آریایی‌ها از استپهای جنوب غربی روسیه برخاسته‌اند. اما، در اواخر قرن نوزدهم تئوری‌های جدیدتری مبدأ آریایی‌ها را در آلمان باستان یا اسکاندیناوی قرار دادند. مبلغ اصلی نظریه مبدأ آلمان گستاف کسیننا (Gustaf Kossinna) باستانشناس بود، که نظریه او در اوایل قرن بیستم در محیط‌های روشنفکری و میان عامه مقبول افتاد.

## فلسفه رمزی (Occultism)

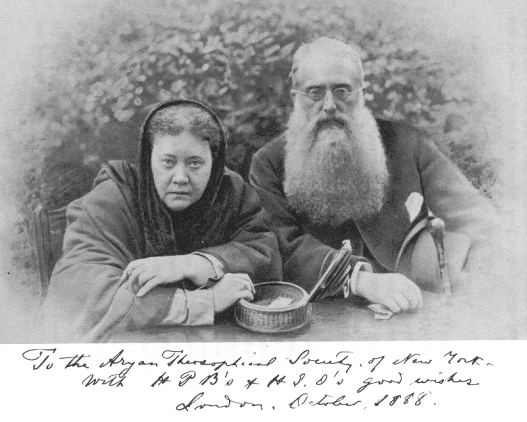
مادام بلاواتسکی و هنری اوکلوت.

جنبش تئوسفی (Theosophical movement)، که توسط مادام بلاواتسکی (Madame Blavatsky) و هنری اولکوت (Henry Olcott) در آخر قرن نوزدهم ایجاد شد، از فرهنگ هند، احتمالاً جنبش آریا-سماج (Arya Samaj)، الهام گرفته بود. بلاواتسکی استدلال کرد که بشریت از یک سری نژادهای ریشه‌ای نشات گرفته‌است. او نژاد آریایی را بدینسان توصیف کرد: «نژاد آریایی … از یک ریشه است، .. که گفته می‌شود ۱۸ میلیون سال پیش، شاید هم ۸۵۰۰۰۰ سال پیش، در زمان غرق شدن قاره بزرگ آتلانتیس می‌زیسته‌است.» او، همچنین، ادعا کرد که مردمانی غیر-آریایی نیز وجود دارند که از آریایی‌ها پست ترند. او اغلب فرهنگ آریایی را با فرهنگ سامی مقایسه می‌کرد، تا ثابت کند که سامی‌ها شاخه‌ای از آریایی‌ها بودند که در طی زمان از نظر روحی پست شدند ولی از نظر مادی جلو رفتند. او، به‌علاوه، بیان کرد که بعضی مردم فرهنگ نیمه-حیوانی دارند. علی‌رغم این، مریدان بلاواتسکی ادعا می‌کنند که افکار او به ایده‌های نژادی و فاشیستی مربوط نمی‌شود، بلکه هدف او برادری جهانی بود. مشکل آنجاست که بلاواتسکی در نوشته‌هایش نژاد فیزیکی را با مشخصات روحی مخلوط می‌کند و روزی را مژده می‌دهد که با سربلند کردن "نژاد برتر" "انحراف طبیعت" تصحیح خواهد شد. تئوسفیست‌ها ادعا می‌کنند که حدود ۳۰۰۰۰ سال پیش یهودها در سرزمین یمن از ریشه نژاد آریایی جدا شدند. آنها، نخست به سومالی و بعد به مصر مهاجرت کرده و تا زمان موسی آنجا ساکن بودند.
گویدو فون لیست (Guido von List) برخی از عقاید بلاواتسکی را با ایده‌های فاشیستی و نژاد پرستانه مخلوط کرده و یک سیستم فکری به نام آریوسوفی (Ariosophy) به وجود آورد. در این سیستم اعتقاد بر آن است که مردم آلمان از مردم دیگر برترند چرا که آلمان‌ها و نژاد نوردیک آخرین گروهی هستند که از نژاد آریایی نشأت گرفته‌اند. چنین دیدی از نژادهای انسانی منجر به ایدئولوژی نازی‌ها شد.

## مهاجرت هندواروپایی

صبحدم زندگی--آریایی‌ها وارد هند می‌شوند.

مدل‌های مهاجرت هندواروپایی سناریوهای مختلف مهاجرت ماقبل تاریخ هندواروپاییان اولیه به مناطق استقرار در شمال غربی شبه قاره هند و از آنجا به شمال هند را بررسی می‌کنند. ادعای مهاجرت هندواروپاییان عمدتاً مبنا در ملاحظات زبان شناختی بود.

## آریایی گرایی

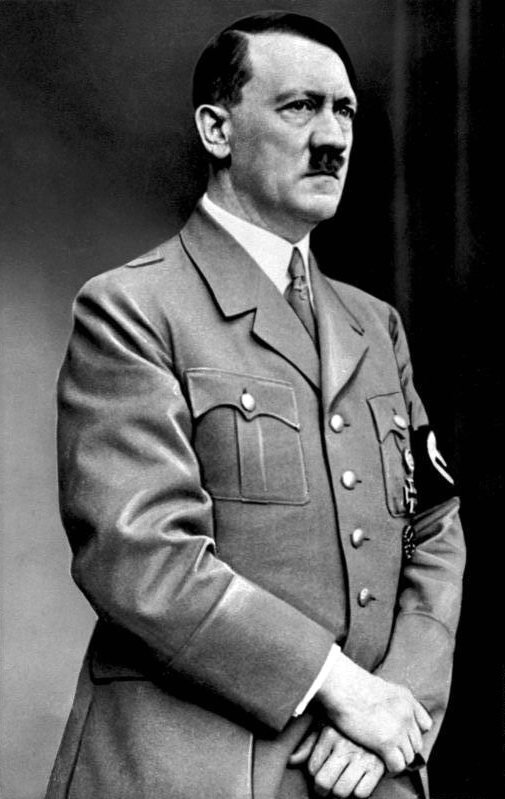
آدولف هیتلر.

آریایی گرایی با اعتقاد به برتری نژاد آریایی مترادف است.

### نازیسم
ایدئولوژی نازیسم بر مبنای برتری نژاد آریایی بنا شده‌است. برداشت نازی‌ها از نژاد آریایی بر اساس نوشته‌های آرتور ده گوبینو (Arthur de Gobineau) و هوستن استوارت چمبرلین (Houston Stewart Chamberlain) می‌باشد.
تئوریسین نازی هانس گونتر (Hans F. K. Günther) نژاد آریایی در اروپا را به پنج گروه طبقه‌بندی کرد: نژاد نوردیک، مدیترانه‌ای، دینریک(Dinaric race)، آلپی، و بالتیک شرقی. از نظر گونتر نوردیک‌ها در میان این پنج گروه بالاترین مقام را داشتند. او آلمانی‌ها را ترکیبی از هر پنج گروه در نظر گرفت، اما بر برجسته‌تر بودن جنبه نوردیک در آلمانی‌ها تأکید کرد. گونتر، زیر شاخه‌ها را از حسب ظواهر فیزیکی و روانشناختی مشخص کرده، جزییاتی دربارهٔ رنگ مو، چشم، چهره، و ساختار صورت ارائه داد. آدولف هیتلر از کتاب گونتر الهام گرفت. او در سال ۱۹۳۲ در مراسم شروع تدریس گونتر در دپارتمان باستانشناسی دانشگاه ینا شرکت کرد
برداشت هیتلر از نژاد برتر آریایی به‌طور صریح اکثریت اسلاوها را از دایره این نژاد بیرون می‌گذاشت، چرا که آن‌ها را مخلوط شده با نژاد جهود و نژادهای شرقی می‌دانست. البته، در مورد اقلیتی از اسلاوها، که فکر می‌شد از بازماندگان مهاجرین آلمانی هستند، استثنا وجود داشت. هیتلر اسلاوها را «جمعیتی برده به دنیا آمده می‌پنداشت که نیاز به ارباب دارند». او اسلاوها را «خانواده خرگوشی» خطاب کرد که ذاتاً تنبل و بی‌نظم هستند. جوزف گوبلز، وزیر تبلیغات نازی‌ها رسانه‌ها را مجبور کرده بود تا از اسلاوها به عنوان حیواناتی اسم ببرند که، مانند موجی از فضولات، از توندرای سیبری آمده بودند.

### فاشیسم در ایتالیا
در یک سخنرانی در سال ۱۹۲۱، موسولینی گفت، «فاشیسم … از نیازهای همیشگی نژاد آریایی مدیترانه‌ای متولد شد». فاشیسم ایتالیائی تأکید می‌کرد که نژاد به پایه‌های روحی و فرهنگی وابسته است، و بر همین اساس یک سلسله مراتب نژادی بر مبنای عوامل فرهنگی مشخص کرد. ِموسولینی صریحاً وجود نژاد خالص بیولوژیکی را انکار کرد. در اوایل دهه ۱۹۳۰، با صعود حزب نازی در آلمان تنش شدیدی بین فاشیست‌ها و نازی‌ها در رابطه با مسئله نژادی بروز کرد. در سال ۱۹۳۴، بعد از قتل صدر اعظم اتریش به دست نازی‌ها، موسولینی خشمگین شده و نازیسم را محکوم کرد. تا ۱۹۳۶، تنش‌ها کاهش یافت، و روابط فاشیست‌های ایتالیا و نازی‌های آلمان دوستانه شد. در ۱۹۳۶، موسولینی تصمیم گرفت که برنامه نژادی را در ایتالیا راه بیندازد.| فاشیست‌ها انتشار مجله نژاد پرستانه (La Difesa della Razza) را در سال ۱۹۳۸ آغاز کردند. در ۱۹۴۱ فاشیست‌ها تعریفی جمع از نژاد ایتالیایی را ارائه کردند.

### تعریف نئونازیسم از آینده

سمبل نژاد آریائی که توسط نئونازی‌ها استفاده می‌شود.

از زمان شکست نظامی آلمان نازی در سال ۱۹۴۵ میلادی، نئونازی‌ها تعریفی از نژاد آریایی داده‌اند که تمام مردم اروپای غربی را شامل می‌شود. بسیاری از نئونازی‌ها به‌دنبال برقراری یک حکومت خودکامه طبق الگوی آلمان نازی هستند که مپریوم غربی نام داشت. انتظار بر آن است که این حکومت با ترکیب زرادخانه هسته‌ای چهار دولت آریایی بتواند دنیا را تحت انقیاد درآورد. کشور مورد ذکر توسط یک رهبر پیشواگون، که به عنوان ویندکس (Vindex) شناخته می‌شود، اداره خواهد شد و تمام سرزمین‌های مسکون توسط آریائیان را در بر می‌گیرد. تنها آریائیان شهروندی کامل این کشور را خواهند داشت.

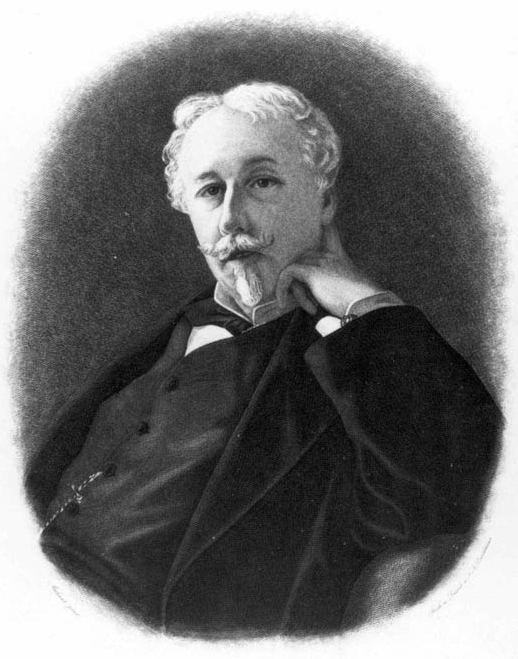
گوبینو دو بار، جمعاً پنج سال، درایران اقامت داشته‌است..

آریاگرایی در ایران در دوره‌ای روی داد که رضا شاه پهلوی سلطهٔ خود را با تکیه بر «میراث ایران باستان» و سرچشمه‌های اصیل ملت ایران تحکیم می‌کرد. رضا شاه که می‌کوشید پروژهٔ نوسازی کشور را بدون دخالت استعمارگران پیش ببرد، در آلمان نازی متحدی یافت که می‌توانست به رشد ایران کمک کند، و چه بهتر که این متحد خود را از «نژاد آریا» نیز می‌دانست. وزارت تبلیغات آلمان نازی به رهبری گوبلز می‌کوشید با برنامه‌ای سنجیده، نظریات برتری نژادی و عقاید ضدسامی را در ایران گسترش دهد. فرستندهٔ فارسی‌زبان «رادیو برلین» تبلیغ می‌کرد که آلمانی‌ها و ایرانیان از یک نژاد هستند و باید در جبهه‌ای متحد علیه استعمار مبارزه کنند. بسیاری از عوام باور داشتند که آلمانی‌ها یا اهالی قوم «ژرمن» در اصل اهل استان کرمان بوده‌اند. هر چند گفتمان آریایی و هندو-اروپایی توسط رضا شاه در ایران نهادینه شد ولی این محمدرضا پهلوی بود که آن را به کانون مشروعیت سلطنت سلسله پهلوی تبدیل نمود. در سال ۱۹۶۵ مجلس شورای ملی لقب آریامهر، به معنی لفظی خورشید آریایی‌ها، را به شاه اعطا کرد. بدین ترتیب شاه برای خود نوعی رهبری معنوی، بسی فراتر از رهبری فکری، قائل شد و نقش خود را بخشی مهم از جریان پیوسته ایران بر اساس دیدگاه اسطوره آریایی تلقی کرد. در این راستا، برای مثال، شاه پیشنهاد کرد که، اخوت آریایی بین ایران، هند، پاکستان، و افغانستان برای تضمین صلح و امنیت منطقه تجدید شود. طبیعی بود که سازمان‌های دولتی خود را با دیدگاه شاه هماهنگ کردند. به عنوان نمونه، کتاب انگلیسی زبان راهنمای سفربه ایران، که توسط وزارت فرهنگ و هنر منتشر شده بود، در صفحه ۱۵ چنین نوشته بود، ایران سرزمین مادری مردمان آریایی است که اسلاف نژاد هندو-اروپایی می‌باشند. مخلوطی ازخون ترکی-مغولی در شمال شرق و خون عربی در جنوب غرب، که از زمان حمله این نژادها قابل توجه بوده، به تدریج با غلبه [نژاد] پارسی خالص در حال کاهش است.
حزب سومکا نمونه‌ای از نژادگرایی آریایی است. هارون یشایایی، تهیه‌کننده ایرانی، در مصاحبه‌ای در گفتگو با «تاریخ ایرانی» از گرایش‌ها و اقدام‌های ضدّ یهودی این حزب یاد کرده‌است.

### شیوع آریایی‌گرایی در ایران
معمار آریایی‌گرایی در ایران میرزا فتحعلی آخوندزاده (آخوندوف)، یکی از روشنفکران آذربایجانی بود. در راستای دیدگاه خاورشناسان مبنی بر برتری نژاد آریایی، آخوندزاده امپراتوری‌های پیش از اسلام ایران را به‌عنوان جامعهٔ آرمانی مطرح کرد که توسط اعراب به قهقرا رفت. این ایدئالیسم توسط پادشاهان دودمان پهلوی به اجرا گذاشته شد. حسن تقی‌زاده، مؤسس انجمن ایران در برلین، نیز در ایجاد ناسیونالیسم ایرانی نقشی بارز داشت. از سال ۱۹۱۶ او در مجله «کاوه» مقالاتی را دربارهٔ هم‌نژادی ایرانی‌ها و آلمانی‌ها چاپ می‌کرد.